# Haliclona elegans
Haliclona elegans är en svampdjursart som först beskrevs av Lendenfeld 1887.  Haliclona elegans ingår i släktet Haliclona och familjen Chalinidae. Inga underarter finns listade i Catalogue of Life.